# Lugny-Bourbonnais
Lugny-Bourbonnais era una comuna francesa que estaba situada en el departamento de Cher, de la región de Centro-Valle del Loira, que el 1 de enero de 2024 pasó a formar parte de la comuna nueva de Osmery.

## Demografía
| Gráfica de evolución demográfica de Lugny-Bourbonnais entre 1800 y 2021 |
|                                                                         |

Los datos demográficos contemplados en este gráfico de la comuna de Lugny-Bourbonnais se han cogido de 1800 a 1999 de la página francesa EHESS/Cassini, y los demás datos de la página del INSEE.